# Театр Адельфи
Театр Адельфи́ (иногда Адельфи́ Театр, англ. Adelphi Theatre, /əˈdɛlfi/) — театр в Вест-Энде, находящийся на улице Стрэнд в Вестминстере, западной исторической части Лондона. На время основания специализировался в комическом и музыкальном жанрах. В настоящее время на подмостках театра представлены и другие популярные жанры, включая мюзиклы.
1 декабря 1987 года театр Адельфи внесён в списки исторических зданий и сооружений Британии, имеющих историческую ценность.

## История театра

### Основание
Театр основан в 1806 году предпринимателем по имени Джон Скотт при активном участии его дочери Джейн (1770—1839). Джейн Скотт выполняла функции театрального управляющего, актрисы и драматурга. Вместе с отцом они потихонечку собрали театральную труппу и, к 1809 году, театр был допущен властями для исполнения музыкальных номеров, пантомимы и комической оперы. Сама Джейн Скотт написала более чем пятьдесят театральных произведений в жанрах мелодрамы, пантомимы, фарса, комической оперетты, исторической драмы, а также переводила пьесы с других языков.

### XIX век
В 1819 году Джейн Скотт уходит на пенсию, выходит замуж за некоего Джона Дейвиса Мидлтона (1790—1867) и уезжает в графство Суррей. Театр закрывается, но уже через несколько месяцев, 18 октября 1819 года открывается вновь уже под новым названием — Театр Адельфи, данном по названию архитектурного ансамбля Домов Адельфи (англ. Adelphi Buildings), комплекса зданий в «адамовом стиле», находящихся напротив театра. Архитектурный комплекс, в свою очередь, получил своё название от архитектурной фирмы «Адельфи» (от др.-греч. ἀδελφοί — братья), владельцами которой были братья Роберт и Джеймс Адам.
В первые годы своего существования театр был известен своими мелодрамами и назывался Adelphi Screamers (рус. крикуны Адельфи, горлопаны Адельфи). На сцене театра было поставлено много ранних произведений Чарльза Диккенса, в том числе его знаменитые «Посмертные записки Пиквикского клуба».
В 1821-23 годах на сцене театра ставится пьеса драматурга Пирса Игана Том и Джерри, или Жизнь в Лондоне, некоторые роли в которой играли настоящие нищие, в частности Билли Уотерс
В 1844 году управление театром в свои руки берут Мадам Селеста и актёр и драматург Бенджамин Уэбстер. В театре продолжают ставиться драматические спектакли, продолжаются пьесы по произведениям Чарльза Диккенса.
Через некоторое время старое здание театра было снесено и 28 декабря 1858 года торжественно открывается новый театр Адельфи. Современниками отмечалось, что новый театр выглядит гораздо просторнее старого, поскольку теперь он вмещал в себе 1500 сидячих мест и дополнительно 500 стоячих, а интерьер театра освещали ультрасовременные, для того времени, газовые фонари, размещённые в хрустальных люстрах.
В середине XIX столетия комический актёр и театральный продюсер Джон Лоуренс Тули окончательно закрепляет за Адельфи статус комического театра. В это же время в театре ставится ряд известнейших французских оперетт, однако театр Адельфи оказывает внимание и британским авторам. Так, например, британский композитор Артур Салливан приобрёл свою известность у широкой публики лишь благодаря постановке оперетты на свою музыку, произошедшей именно в театре Адельфи. Также в театре ставились пьесы Джона Болдуина Бакстона, который, помимо проего, сам принимал непосредственное участие в спектаклях.
С 1881 года театром руководила Флоренс Марриет, писательница и драматург.

#### Первая пьеса О. Уайльда
17 декабря 1881 года в театре Адельфи отменяется первая и малоизвестная пьеса начинающего писателя Оскара Уайльда под названием «Вера, или Нигилисты». Пьеса отменяется по политическим причинам, поскольку прообразом главной героини послужила русская террористка и революционерка Вера Засулич.
Сюжет пьесы чрезвычайно наивен: террористка-красавица, давшая обет мстить тиранам и кровопийцам, неожиданно для себя влюбляется в наследника российского престола царевича Алексея, тайно сотрудничающего с революционерами. Однако героиня проклинает себя за любовь к «тирану» и считает себя изменницей делу революции. Не вынеся подобных страданий, героиня закалывает себя отравленным кинжалом, при этом на вопрос царевича: «Вера! Что вы наделали?» отвечает ему: «Я спасла Россию…».

#### Легенда о призраке
Адельфи известен призраком главного актёра театра того времени Уильяма Терриса. Террис, будучи известным и популярным актёром, вызывал зависть у неудавшегося артиста Ричарда Арчера Принса. В 1897 году Принс зарезал Терриса на ступеньках при входе в театр. С тех пор среди актёров театра ходят легенды о призраке Терриса, который якобы приходит в свою гримуборную, откуда слышится тихий стук и виден свет. Также ходит легенда, что призрак Терриса периодически спускается на платформу ближайшей станции метро «Чаринг-Кросс».
В последующее время, дочь Терриса, не менее известная актриса Элелайн Террис (англ. Ellaline Terriss) и её муж-актёр Сеймур Хикс некоторое время руководили театром Адельфи.

### XX век
11 сентября 1901 года театр открываеся после ремонта под новым громким именем Century Theatre (рус. Театр Столетия, Театр Века). Однако новое название продержалось недолго, и в 1904 году театру вернулось его прежнее, привычное для лондонских театралов, название.
Нынешний театр Адельфи открылся после четвёртой, за его историю, реконструкции — 3 декабря 1930 года. Новое здание (см. иллюстрацию к статье) было спроектировано в стиле Ар-деко архитектором Эрнестом Штауфенбергом. Театр получил приставку к своему имени и стал называться «Royal Adelphi Theatre» (рус. Королевский театр Адельфи)
В 1968 году театр находится под угрозой сноса, поскольку власти Лондона намеревались провести масштабную реконструкцию района Ковент-Гарден. Однако под яростным напором общественности данные планы так и не были осуществлены.
В 1993 году театр приобретает всемирно известный британский композитор Эндрю Ллойд Уэббер. После этого следует полная реставрация театра.
В 1998 году в театре Адельфи впервые снимается видеоверсия мюзикла Ллойда Уэббера «Кошки», с удивительной точностью передававшая атмосферу шоу.

### XXI век
С 1997 по 2006 год в репертуаре театра Адельфи — британская версия мюзикла «Чикаго». В ноябре 2008 года театр для своего завершающего концерта, закрывающего тур по Великобритании, выбирает Брайан Уилсон.